# 和央ようか
和央 ようか（わお ようか、1968年2月15日 - ）は、日本の女優。元宝塚歌劇団宙組トップスター。
東京都世田谷区生まれの大阪府大阪市天王寺区育ち。身長174cm。愛称は「たかちゃん」、「たかこ」。所属事務所はボン イマージュ。

## 来歴
1988年、宝塚音楽学校を卒業し、74期生として宝塚歌劇団入団。入団時の成績は7番。『キス・ミー・ケイト』で初舞台。
同年5月10日、雪組に配属。その後、『ベルサイユのばら－アンドレとオスカル編－』の新人公演では研2（入団2年目）でオスカル役に選ばれる。1993年『天国と地獄』で新人公演初主演。1995年、バウホール公演『大上海』で初主演を務めた。
新進男役スターとして成長し、1997年、トップスター轟悠に次ぐ雪組2番手スターに昇格。
1998年、宙組の創設メンバーに選ばれ、宙組に異動。雪組時代から引き続き2番手スターで活躍。
2000年6月、先代のトップスター姿月あさとの退団により、宙組トップスターに就任。お披露目公演は全国ツアー『うたかたの恋／GLORIOUS!!』。宝塚大劇場お披露目公演は同年8月の『望郷は海を越えて／ミレニアム・チャレンジャー!』。相手役には先代に引き続き花總まり。2004年、オペラ座の怪人を舞台化した『ファントム』では、仮面の主人公を演じた。
2005年10月に退団を発表。同年12月21日、シアター・ドラマシティ公演『W－WING』の上演中にフライングの装置が外れ、2メートルの高さから転落。骨盤、肋骨骨折の重傷を負う（歌劇団発表は全治1か月であったが、実際は全治に3か月以上はかかる大怪我だった）。退団公演『NEVER SAY GOODBYE』は入院中でありながら稽古に通い、舞台に立ち続けた。和央の回復状態への配慮から、退団公演ながら和央のダンスシーンはほとんどなかった。2006年7月2日、同作品の東京公演千秋楽をもって退団。その後、リハビリに専念。
2007年1月、青山劇場で退団後初のコンサートとなる『YOKA WAO CONCERT』を開催。構成・演出は小池修一郎。同年8月のコンサート『NEW YOKA 2007 〜ROCKIN' Broadway〜』（東京国際フォーラム・ホールA）では自ら構成を担当した。
2007年12月には、自身初となる主演映画『茶々 天涯の貴妃』が公開。この映画で、2008年に第8回おおさかシネマフェスティバルの主演女優賞を受賞する。
2008年10月 - 11月、『シカゴ』で宝塚退団後初のミュージカル出演。
2009年12月には、『中央流沙』（TBS・毎日放送）で、テレビドラマに初出演（および初主演）した。
退団後は、自身のコンサートやディナーショーでは男役を演じ続けている。
2012年6月29日、初の海外コンサートをシンガポールで開催した（7月2日まで）。
2014年3月31日、米国出身の作曲家であるフランク・ワイルドホーンとの結婚を発表。同年の1月に婚約。2015年7月25日にハワイ州マウイ島で挙式。
2015年1月21日発売の宝塚歌劇団OGによるカバーアルバム『麗人 REIJIN』（ビクター・エンターテインメント）に参加。尾崎豊の『I LOVE YOU』をカバーした。
同年7月から、プロダクション尾木所属となる。
2016年、日本国外での活動名を「TAKAKO」とすることを発表。
2023年、9月よりボンイマージュ所属となる。

## 人物
東京都世田谷区で生まれるも、その後間もなくして大阪に移り住む。小学校1年のころからクラシックバレエやピアノ等を習う。
中学時代は当初バレーボール部に在籍したが、指に怪我をする危険があるとピアノの恩師に止められ陸上部へ入部。走高跳の選手だった。帝塚山学院高等学校時代は中途で入部したミュージカル部で活躍。このころ、友人に誘われて宝塚歌劇と出会い、花組の『琥珀色の雨にぬれて』を観劇して受験を決意した。

## 宝塚歌劇団時代の主な舞台

### 初舞台
- 『キス・ミー・ケイト』（花組）（1988年3月 - 5月／宝塚大劇場）＊初舞台

### 雪組時代
- 『ベルサイユのばら』（1989年8月／宝塚大劇場、新人公演：オスカル、本役・一路真輝）
- 『スイート・タイフーン』（1991年3月／宝塚大劇場、新人公演：バード男。本役・杜けあき）
- 『微笑みの国』（1991年4月 - 5月／宝塚バウホール、グスタフ・フォン・ポッテンシュタイン伯爵）
- 『この恋は雲の涯まで』（1992年3月 - 5月／宝塚大劇場、トンギャマ、新人公演：藤原忠衡。本役・一路真輝）
- 『忠臣蔵』（1992年10月 - 11月／宝塚大劇場、卯之助／不破数右衛門、新人公演：浅野内匠頭／岡野金右衛門。本役は一路真輝）
- 『天国と地獄 -オッフェンバック物語-』（1993年6月／宝塚大劇場、ハワード／ルイ・ナポレオン。新人公演：ロバート／ジャック・オッフェンバック役。本役・一路真輝）
- 『ブルボンの封印』（1993年11月／宝塚大劇場、新人公演：ジェームズ／ルイ14世。本役・一路真輝）
- 『二人だけの戦場』（1994年1月／バウホール）（1994年7月／ロンドン公演）
- 『雪之丞変化』（1994年11月／宝塚大劇場。新人公演：中村雪之丞。本役・一路真輝）
- 『大上海』（1995年9月 - 10月／バウホール公演、初主演。陳君里）。
- 『あかねさす紫の花／マ・ベル・エトワール』（1995年11月 - 12月/宝塚大劇場）
- 『エリザベート』（1996年2月 - 3月／宝塚大劇場、同年6月／東京宝塚劇場。エルマー。東京公演・ルドルフ）
- 『アリスの招待状』（1996年4月-5月／宝塚バウホール、マイケル）
- 『晴れた日に永遠が見える』（1996年11月／バウホール）
- 『仮面のロマネスク』（1997年3月 - 5月／宝塚大劇場）
- 『嵐が丘』（1997年5月 - 6月／バウホール、主演。ヒースクリフ）
- 『真夜中のゴースト／レ・シェルバン』（1997年9月 - 11月／宝塚大劇場、エリック）

### 宙組時代
- 『夢幻宝寿頌／This is TAKARAZUKA!』（1998年1月／香港公演参加）
- 『エクスカリバー／シトラスの風』（1998年3月 - 5月／宝塚大劇場。クリストファー）
- 『嵐が丘』（バウホール・東京青年館公演主演）
- 『エリザベート』（1998年10月 - 12月／宝塚大劇場。フランツ・ヨーゼフ1世）
- 『Crossroad』（1999年5月／シアタードラマシティ・日本青年館公演、主演）
- 『激情-ホセとカルメン-／ザ・レビュー'99』（1999年6月 - 8月/宝塚大劇場、『激情』でプロスペール・メリメ／ガルシアの2役）
- 『砂漠の黒薔薇／GLORIOUS!! -栄光の瞬間-』（2000年1月 - 2月／宝塚大劇場、ヤワン）

### 宙組トップ時代
- 『うたかたの恋／GLORIOUS!!』（2000年6月 - 7月／全国ツアー、『うたかたの恋』でルドルフ）
- 『望郷は海を越えて／ミレニアム・チャレンジャー!』（2000年8月 - 9月／宝塚大劇場、『望郷は海を越えて』で九鬼海人役）
- 『ベルサイユのばら2001 -フェルゼンとマリー・アントワネット編-』（2001年4月 - 5月／宝塚大劇場、ハンス・アクセル・フォン・フェルセン）
- 『カステル・ミラージュ -消えない蜃気楼-／ダンシング・スピリット』（2001年11月 - 12月／宝塚大劇場、『カステル・ミラージュ』でレオナルド・ルビー）
- 『鳳凰伝／ザ・ショー・ストッパー』（2002年7月 - 8月／宝塚大劇場、『鳳凰伝』でカラフ）
- 『聖なる星の奇蹟』（2002年12月／シアター・ドラマシティ、フレデリック）
- 『傭兵ピエール -ジャンヌ・ダルクの恋人-／満天星大夜總会』（2003年2月 - 3月/宝塚大劇場、『傭兵ピエール』でピエール）
- 『白昼の稲妻／テンプテーション! - 誘惑 -』（2003年10月 - 11月／宝塚大劇場、『白昼の稲妻』でアルベール・ド・クレール）
- 『BOXMAN』（2004年3月／シアター・ドラマシティ、ケビン・ランドル）　*花總まりと共に菊田一夫演劇賞受賞
- 『ファントム』（2004年5月 - 6月／宝塚大劇場、ファントム）
- 『風と共に去りぬ』（2004年10月 - 11月／全国ツアー、レット・バトラー役）
- 『ホテル ステラマリス／レヴュー伝説』（2005年1月／宝塚大劇場、『ホテル ステラマリス』でウィリアム・オダネル）
- 『炎にくちづけを／ネオ・ヴォヤージュ』（2005年8月 - 9月／宝塚大劇場、『炎にくちづけを』でマンリーコ）
- 『W－WING』（2005年12月・2006年／シアター・ドラマシティ）
- 『NEVER SAY GOODBYE―ある愛の軌跡―』（2006年3月 - 5月／宝塚大劇場、同年5月 - 7月／東京宝塚劇場、ジョルジュ・マルロー役）

## 宝塚歌劇団退団後の主な活動

### 舞台
- シカゴ（2008年10月 - 11月/赤坂ACTシアター／梅田芸術劇場／青山劇場）- ヴェルマ･ケリー 役
- 「ディートリッヒ」 生きた 愛した 永遠に（2010年3月 - 4月/青山劇場、梅田芸術劇場） - 主演 マレーネ・ディートリヒ 役
- ミュージカル「ドラキュラ」オーストリア・グラーツ版（2011年8月 - 9月／東京国際フォーラム、梅田芸術劇場） - 主演 ドラキュラ伯爵 役
- 「ディートリッヒ」（2012年10月 - 11月／青山劇場、森ノ宮ピロティホール） - 主演 マレーネ・ディートリヒ 役
- ミュージカル「ドラキュラ」オーストリア・グラーツ版（2013年8月 - 9月／東京国際フォーラム） - 主演　ドラキュラ伯爵 役
- CHICAGO（2014年11月 - 12月、東京国際フォーラム／梅田芸術劇場／刈谷市総合文化センター） - ヴェルマ 役　＊湖月わたると水夏希と役替わり
- 「未来へのOne Step！～世界を結ぶ愛の歌声～」（2025年4月 - 5月、関西万博EXPOホール「シャインハット」／東京国際フォーラム／梅田芸術劇場）[6]

### コンサート・ディナーショー
- YOKA WAO CONCERT（2007年1月／青山劇場）
- NEW YOKA 2007 〜ROCKIN' Broadway〜（2007年8月／東京国際フォーラム・ホールA）
- Russell Watson in Concert 2007 "That's Life"（2007年8月／東京国際フォーラム・ホールA、同年９月/フェスティバルホール）ゲスト出演
- JAL金閣寺音舞台（2007年9月8日／鹿苑寺金閣 特設ステージ、同年10月7日／毎日放送系テレビ放送）
- 和央ようか クリスマス・ディナーショー、ディナークルーズ（2007年12月）
- 阪神・淡路大震災メモリアルコンサートシリーズ　つなぐ想い-1.17-（2008年１月）
- Yoka Wao  Christmas Dinner SHOW 2009（2009年12月／帝国ホテル、ザ・リッツ・カールトン大阪）
- 名倉加代子 舞踊生活50周年記念第19回公演 Can't Stop Dancin' 2010（2010年11月／青山劇場）
- Yoka Wao  Christmas Dinner SHOW 2010（2010年12月／帝国ホテル、ザ・リッツ・カールトン大阪）
- Yoka Wao LIVE TOUR2012 "HISTORY"（2012年5月／NHK大阪ホール、中京大学文化市民会館プルニエホール、渋谷公会堂、NHKホール）
- 和央ようか35th Anniversary Dinner Show 「YOKA WAO’s Holiday Spectacular2023 featuring Frank Wildhorn」[7]
- モーリー・イェストン生誕80周年記念コンサート「Life's A Joy! Life Goes On!!」with 20years of Gratitude from Umeda Arts Theater（2025年7月／東京国際フォーラム、梅田芸術劇場）[8]

### 映画
- 茶々 天涯の貴妃（2007年12月／全国東映系ロードショー）- 茶々 役　（映画初主演）
- 歌うヒットマン!（2011年6月放映）- 本間恭子 役

### テレビドラマ
- 松本清張生誕100年スペシャル「中央流沙」（2009年12月14日／TBS・毎日放送） - 倉橋節子 役 （ドラマ初主演）

### ドキュメンタリー・教養番組
- いのちの響（TBS）
- 和央ようか密着ドキュメント「僕等の未来」（BSフジ、2013年2月16日）

## 受賞歴
- 第29回菊田一夫演劇賞・演劇賞（2003年）
- 第3回おおさかシネマフェスティバル・主演女優賞（2008年）